# Toyota SD
Toyopet SD/SF/RH/RR är en serie personbilar som tillverkades av den japanska biltillverkaren Toyota mellan 1949 och 1956.

## Toyopet SD/SF

### Toyopet SD
SD-modellen var en mycket enkel bil som byggde på ett lätt lastbilschassi, med separat ram och stela axlar fram och bak. Motor och växellåda hämtades från SA-modellen. 
Från 1949 och en bit in på 1960-talet såldes Toyotas personbilar under namnet Toyopet och så även Toyopet SD.

### Toyopet SF
1951 ersattes SD-modellen av Toyopet SF som fick en modern pontonkaross.

## Toyopet RH Super
1953 kom Toyopet RH med en större toppventilmotor, som gav bilen avsevärt bättre prestanda. Modellen kallades även Toyopet Super. Det fanns fyra modeller av den här serien: RHN var byggd av Mid-Japan Heavy Industries medan RHK, med en annorlunda grill och en del andra småändringar, var byggd av Kanto Auto Works. Japans stora industrigrupper hade tvingats bli splittrade under ockupationsåren och därför skedde den här uppdelningen. Mid-Japan Heavy Industries var från början en del av Mitsubishi zaibatsun och återgick som del av Mitsubishikoncernen kort därefter. Det fanns också SHN och SHK varianter, som fortsatte använda den äldre lilla S-motorn och såldes under namnet "Toyota Custom." Enbart 100 och 130 byggdes av dessa två, gentemot 2015 och cirka 3600 av de modernare RHN och RHK.

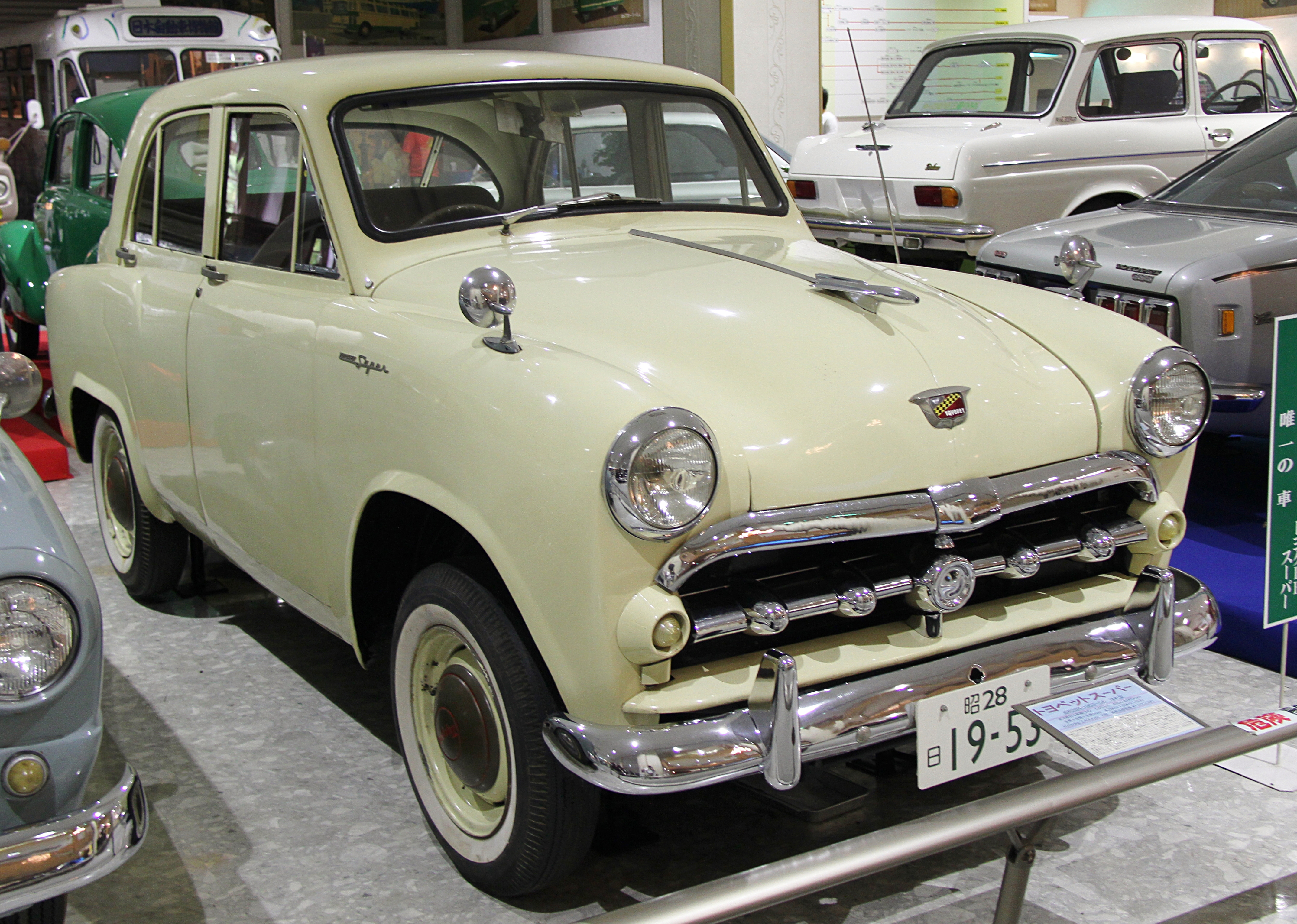
1953 Toyopet Super (RHK)

## Toyopet RR Master
1955 utvecklades bilen till Toyopet RR, även kallad Toyopet Master. Karossen hade uppdaterats men under skalet fanns fortfarande ett enkelt lastbilschassi. Kunderna föredrog den modernare Crown, som introducerats samtidigt och tillverkningen av Master lades ned redan efter ett år.

## Motor
| Modell | Motor              | Cylindervolym | Effekt | Bränslesystem   |
| ------ | ------------------ | ------------- | ------ | --------------- |
| SD/SF  | 4-cyl radmotor sv  | 995 cm³       | 23 hk  | Enkel förgasare |
| RH/RR  | 4-cyl radmotor ohv | 1453 cm³      | 41 hk  | Enkel förgasare |